# Маяк Хадсон — Атенс
Маяк Хадсон — Атенс (англ. Hudson–Athens Light) — маяк, расположенный в реке Гудзон, недалеко от городов Хадсон и Атенс округ Колумбия, штат Нью-Йорк, США. Построен в 1874 году. Автоматизирован в 1949 году.

## История
Судоходство по реке Гудзон с колониальных времён было достаточно оживленным, а между городами Хадсон и Атенс была опасная отмель, и чтобы предупредить об опасности, на ней необходим был маяк. 10 июня 1872 Конгресс США выделил 35 000$ на строительство маяка на мели между городами Хадсон и Атенс. Работы были завешены 1 ноября 1874 года. Основание маяка было необычным: северный конец имел форму носу корабля, чтобы защитить фундамент от движущихся по реке в начале весны льдин. Сам маяк был построен по тому же проекту, что и маяк Степпинг-Стоунз. Он представлял собой двухэтажный кирпичный дом с мансардной крышей в стиле Второй империи на гранитном фундаменте, к которому по центру западной стороны примыкала квадратная башня маяка высотой 14 метров. На майке была установлена линза Френеля. В 1894 году на маяк был установлен противотуманный сигнал. В 1949 году Береговая охрана США автоматизировала маяк. В настоящее время в бывшем доме смотрителя расположен музей.
В 1979 году он был включен в Национальный реестр исторических мест.